# Tope Tedela
Temitope Christopher Tedela, conhecido como Tope Tedela, é um ator e produtor nigeriano. Ele recebeu vários prêmios por seu trabalho, incluindo Africa Magic Viewers Choice Award, Nigeria Entertainment Award, Best of Nollywood Award e Nollywood Movies Award.
O trabalho de Tedela foi exibido em festivais internacionais de cinema, incluindo o Festival de Cannes, Festival Internacional de Cinema de Toronto e Festival de Cinema de Londres. Seu trabalho inclui The Lost Okoroshi (2019), What Lies Within (2017), Slow Country (2017), Ojukokoro (2017), Suru L'ere (2016), Out of Luck (2015), A Soldier's Story (2015) e A Mile from Home, que lhe rendeu vários prêmios.

## Infância e educação
Tedela nasceu em Lagos, sendo o primeiro filho dos seus pais. Ele é descendente do Estado de Ekiti. Ele frequentou o Lagos State Model College, Meiran, Lagos para sua educação secundária e se formou em comunicação de massa pela Universidade de Lagos.

## Carreira
Enquanto estudava na Universidade de Lagos, Tedela estreou no cinema atuando como Julian na série Edge of Paradise. Ele parou de atuar por um tempo a fim de se concentrar em seus estudos; ainda na escola e logo após a formatura, Tedela trabalhou como locutor na UNILAG FM. Ele voltou a estrelar como lala em seu primeiro papel principal no longa-metragem A Mile from Home. Ao mesmo tempo, Tedela era âncora de notícias do NTA. Ele atuou em várias performances notáveis no palco.
Ele ganhou destaque depois de interpretar o papel principal no premiado filme de ação e drama de 2013, A Mile from Home.
Em 2015, Tope Tedela atuou em A Soldier's Story e Out of Luck. O papel de Tedela como metrossexual Kyle Stevens-Adedoyin no filme de comédia Suru L'ere, de 2016, rendeu-lhe muitas críticas elogiosas.
Tedela estrelou esses filmes bem recebidos em 2017 — o épico King Invincible, a comédia criminal Ojukokoro e o drama de ação Slow Country. Ele fez sua estréia como produtor com o filme de suspense dramático What Lies Within.
Em 2018, Tedela apareceu no filme policial Knock Out Blessing.
Em 2019, ele estrelou como pesquisador Dr. Dauda em The Lost Okoroshi, que teve sua estreia mundial no Festival Internacional de Cinema de Toronto de 2019 e recebeu muitas críticas positivas. Ele também começou a trabalhar em seu jogo solo Whumanizer. Tedela também estrelou no emocionante filme de drama, The Ghost and the House of Truth.
Em 2020, Tedela atuou na primeira série original nigeriana da Netflix dirigida pelo premiado diretor Akin Omotoso.

## Outros trabalhos
Em 2016, Tedela foi nomeado embaixador da Global Rights, uma organização internacional de direitos humanos para iniciar uma campanha para acabar com a violência sexual no país.